# Янко Атанасов
Янко Атанасов е български революционер, Ботев четник.

## Биография
Атанасов е роден в град Неврокоп, тогава в Османската империя, днес Гоце Делчев, България. Учи в неврокопското килийно училище и през 1865 година емигрира в Румъния, където влиза в средите на революционната емиграция и кръга на Христо Ботев. След избухването на Априлското въстание постъпва в неговата чета. Загива в боя на рида Милин камък на 18 май 1876 година.